# 宋元俊 (1964年)
宋元俊，男，中共黨員，武警少將警銜。

## 生平
歷任武警上海市总队副司令员、武警黑龍江省總隊司令員，第十三届全国人大代表